# Гомстед-Медоус-Саут (Техас)
Гомстед-Медоус-Саут (англ. Homestead Meadows South) — переписна місцевість (CDP) в США, в окрузі Ель-Пасо штату Техас. Населення — 7142 особи (2020).

## Географія
Гомстед-Медоус-Саут розташований за координатами 31°48′39″ пн. ш. 106°9′51″ зх. д. / 31.81083° пн. ш. 106.16417° зх. д. (31.810972, -106.164279).  За даними Бюро перепису населення США в 2010 році переписна місцевість мала площу 9,44 км², уся площа — суходіл.

## Демографія
Згідно з переписом 2010 року, у переписній місцевості мешкало 7247 осіб у 1837 домогосподарствах у складі 1663 родин. Густота населення становила 768 осіб/км².  Було 2023 помешкання (214/км²).
Расовий склад населення:
| - 89,2 % — білих - 0,2 % — корінних американців - 0,2 % — чорних або афроамериканців - 0,2 % — азіатів - 9,4 % — осіб інших рас |

До двох чи більше рас належало 0,8 %. Частка іспаномовних становила 97,7 % від усіх жителів.
За віковим діапазоном населення розподілялося таким чином: 32,2 % — особи молодші 18 років, 61,4 % — особи у віці 18—64 років, 6,4 % — особи у віці 65 років та старші. Медіана віку мешканця становила 27,5 року. На 100 осіб жіночої статі у переписній місцевості припадало 96,2 чоловіків;  на 100 жінок у віці від 18 років та старших — 93,0 чоловіків також старших 18 років.
Середній дохід на одне домашнє господарство  становив 41 785 доларів США (медіана — 34 753), а середній дохід на одну сім'ю — 42 696 доларів (медіана — 34 835). Медіана доходів становила 31 401 долар для чоловіків та 19 807 доларів для жінок. За межею бідності перебувало 30,2 % осіб, у тому числі 35,7 % дітей у віці до 18 років та 33,5 % осіб у віці 65 років та старших.
Цивільне працевлаштоване населення становило 2596 осіб. Основні галузі зайнятості: будівництво — 18,4 %, роздрібна торгівля — 17,4 %, освіта, охорона здоров'я та соціальна допомога — 15,8 %, мистецтво, розваги та відпочинок — 14,3 %.